# تخوار
در شاهنامه از دو یا چند تخوار نام برده شده است که یکی  از نجبای توران و مشاور فرود پسر سیاوش است و دیگری نگهبان لشکر ایران در جنگ با شاه مکران است‌.

## تخوار مشاور فرود
پس از آغاز پادشاهی کیخسرو، کیخسرو به انتقام خون پدر به توران لشکر کشی می‌کند و طوس را سپهبد لشکر ایران انتخاب می‌کند، و درفش کاویانی را به او می‌دهد، و به همه لشکریان دستور می‌دهد که زیر فرمان او باشند. و به او دستور می‌دهد که از کلات (محل زندگی فرود و جریره)عبور نکند:
| گذر زی کلات ایچ گونه مکن   |  | گر آن ره روی خام گردد سخن     |
| روان سیاوش چو خورشید باد   |  | بدان گیتیش جای امید باد       |
| پسر بودش از دخت پیران یکی  |  | که پیدا نبود از پدر اندکی     |
| برادر به من نیز ماننده بود |  | جوان بود و همسال و فرخنده بود |
| کنون در کلاتست و با مادرست |  | جهانجوی با فر و با لشکرست     |

اما طوس به سبب نزدیکی راه از فرمان کیخسرو سرپیچی کرده و از مسیر منع شده عبور کرده و با فرود درگیر می‌شود. 
هنگامی که فرود مادرش را از آمدن سپاه ایران مطلع می‌کند، جریره مادرش تخوار را به عنوان مشاور با فرود روانه می‌کند.
| چنین گفت ازان پس بمادر فرود |  | کز ایران سخن با که باید سرود |
| که باید که باشد مرا پایمرد  |  | ازین سرفرازان روز نبرد       |
| کز ایشان ندانم کسی را بنام  |  | نیامد بر من درود و پیام      |
| بدو گفت ز ایدر برو با تخوار |  | مدار این سخن بر دل خویش خوار |
| کز ایران که و مه شناسد همه  |  | بگوید نشان شبان و رمه        |
| ز بهرام وز زنگهٔ شاوران      |  | نشان جو ز گردان و جنگ‌آوران   |
| همیشه سر و نام تو زنده باد  |  | روان سیاوش فروزنده باد       |
| ازین هر دو هرگز نگشتی جدای  |  | کنارنگ بودند و او پادشاهی    |
| نشان خواه ازین دو گو سرفراز |  | کز ایشان مرا و ترا نیست راز. |

، ویژگی دیگر تخوار این بود که اکثر بزرگان ایران را به چهره می‌شناخت بدین سبب مادر فرود جریره از فرود خواست هنگام مواجه با سپاه توس از تخوار برای شناسایی برزگان ایران کمک بخواهد. توس فرمانده سپاه ایران نزدیک قلعه فرود بر سه‌تیغ سپدکوه دو نفر مشاهد نمود و از افراد لشکری داوطلب خواست تا آنها را کشته یا زنده پیش او آورند. بهرام داوطلب کار شد و رفت نشانی جوید و در بازگشت به طوس گفت یکی از آن دو فرود برادر کیخسرو و پسر سیاوش است. توس آشفته گشت و گفت من فرمان داده بودم آنها را کشته بیاورید نه نشان ایشان را، کار بالا گرفت توس داوطلب دیگر خواست که داماد و پسر او بودند رفتند امّا با تیر فرود در نیمه راه جان باختند. زمانیکه افراد سپاه به جانب قله می‌رفتند فرود از تخوار می‌پرسید ایشان کیست و تخوار مو به مو افراد را معرفی می‌کرد، یک مورد از معرفی تخوار چنین است:
| چنین گفت با رزم دیده تخوار   |  | که توس آن سخن‌ها گرفتست خوار  |
| که آمد سواری و بهرام نیست    |  | مرا دل درشتست و پدرام نیست   |
| ببین تا مگر یادت آید که کیست |  | سراپای در آهن از بهر چیست    |
| چنین داد پاسخ مر او را تخوار |  | که این ریونیز است گرد و سوار |

## تخوار نگهبان لشکر ایران در جنگ مکران
در شاهنامه فردوسی جنگ بزرگ کیخسرو با افراسیاب، در تعقیب افراسیاب سپاه ایران درخواست عبور از مکران را دارند که شاه مکران نمی‌پذیرد و این باعث جنگ می‌شود. در شاهنامه فردوسی از فردی به نام تخوار نگهبان لشکر ایران ياد می‌شود که طلایه سپاه مکران را می‌کشد.
| ز مکران طلایه بیامد به دشت    |  | همه شب همی گرد لشکر بگشت    |
| نگهبان لشکر از ایران تخوار    |  | که بودی به نزدیک او رزم‌خوار |
| بیامد برآویخت با او به هم     |  | چو پیل سرافراز و شیر دژم    |
| بزد تیغ و او را به دو نیم کرد |  | دل شاه مکران پر از بیم کرد  |